# Reino de Dardânia

O Reino da Dardânia (em latim: Regnum Dardaniae) foi um governo nos Bálcãs centrais, na região da Dardânia, durante a Antiguidade clássica . Recebeu o nome em homenagem aos dardanos, uma tribo paleo-balcânica que formava o núcleo do governo dardano. A Dardânia estava centrada em torno do atual Cossovo, mas também incluía partes da Macedônia do Norte (área noroeste), Sérvia (Novi Pazar) e Albânia (Kukës, Tropoja, Has). As partes orientais da Dardânia ficavam na zona de contato traco-ilírio. Marco Licínio Crasso, neto do triúnviro Crasso, anexou oficialmente o reino em 28 a.C. durante uma campanha contra os dácios e bastarnas. A região foi posteriormente incorporada à província da Mésia em 15 a.C., e mais tarde em 293 d.C., como a província da Dardânia.
A aristocracia tribal e o desenvolvimento pré-urbano surgiram pela primeira vez na Dardânia entre os séculos VI e V a.C.. Este desenvolvimento proto-urbano foi seguido pela criação de centros urbanos e pelo surgimento do artesanato, e uma política dardana começou a desenvolver-se a partir do século IV. Além disso, o contato dos dardanos com o mundo mediterrâneo começou cedo e se intensificou durante a Idade do Ferro. As conexões comerciais com o mundo grego antigo se desenvolveram a partir do século VII. A cultura material e os relatos em fontes clássicas sugerem que a sociedade Dardânia atingiu uma fase avançada de desenvolvimento.
1. 1 2  Shukriu, Edi (2008). Prehistory and Antique History of Kosova. [S.l.: s.n.] pp. 11–12